# Parque nacional de los Arcos
El Parque Nacional de los Arcos (en inglés Arches National Park) es un parque nacional de los Estados Unidos localizado en el estado de Utah. Este parque destaca por una gran concentración de arcos naturales (cerca de 2000).
Tiene una superficie de 310 km². El punto de elevación máxima es de 1723 metros en la colina Elephant y su altitud mínima es de 1245 metros en el centro de visitantes. En promedio recibe 250 mm de lluvias por año.
El 12 de abril de 1929 fue proclamado monumento nacional de los Estados Unidos por el presidente Herbert Hoover y el 12 de noviembre de 1971 fue establecido como parque nacional
En el año 2003 fue visitado por más de 750 000 personas.

## Historia
Los hombres han usado  esta región desde la última era glaciar, hace 10 000 años. Entre los primeros pobladores de la zona se encuentran las tribus Fremont y los indios Pueblo.
Los misioneros españoles encontraron a las tribus ute y paiute en la zona cuando llegaron por primera vez en 1775, pero los primeros en establecerse en el lugar fueron los mormones en 1855, aunque se fueron al poco tiempo. Más tarde, hacia 1880, rancheros, granjeros y mineros poblaron el área mediante la fundación de Moab.

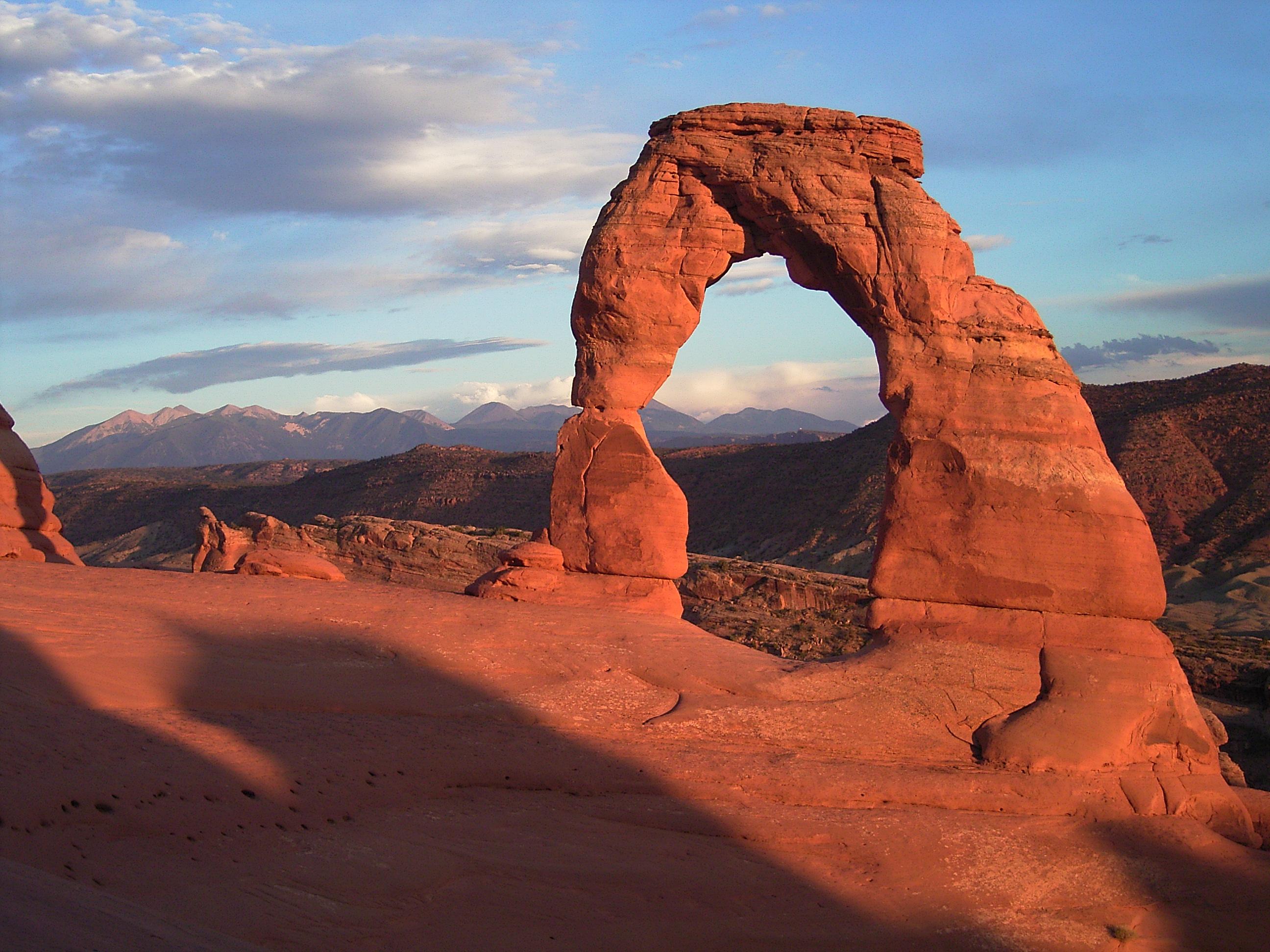
Delicate Arch, uno de los puentes.

El Servicio de Parques Nacionales conoció el lugar gracias a Frank A. Wadleigh, encargado del sector de tráfico de pasajeros del ferrocarril Denver and Rio Grande Western Railroad. Wadleig, acompañado por el fotógrafo de la línea de trenes George L. Beam visitó el área en septiembre de 1923 por invitación de Alexander Ringhoffer, un minero húngaro que vivía en el Valle Salt. Ringhoffer había escrito al ferrocarril en un esfuerzo por interesarlos en el potencial turístico de un área pintoresca que había descubierto el año anterior junto a sus dos yernos, a la que denominó «El jardín del diablo» (hoy en día conocida como Klondike Bluffs). Wadleigh estaba impresionado y quería que Ringhoffer se la enseñara, y sugirió al director de Parques Nacionales, Stephen T. Mather, que el área fuera considerada como monumento nacional.
Al año siguiente, Laurence M. Gould, un graduado de la Universidad de Míchigan que estudiaba geología en la zona cercana a las montañas La Sal, mostró un apoyo adicional a la idea del monumento cuando el físico local Dr. J.W. "Doc" Williams le enseñó el lugar. 
Una sucesión de investigadores del gobierno examinaron el área, en parte debido a la confusión sobre el lugar preciso en donde se encontraba. En el proceso, el nombre Jardín del Diablo fue trasladado a un área en el lado opuesto al valle Salt, y el descubrimiento original de Ringhoffer fue omitido, mientras que otra zona cercana, conocida localmente con Las ventanas, fue incluida.
La designación como monumento nacional fue respaldada por el Servicio de Parques Nacionales desde 1926, pero el presidente de la Secretaría del Interior Calvin Coolidge se resistía a ella. Finalmente, en abril de 1929, el presidente Herbert Hoover firmó una proclama presidencial creando el «monumento nacional Arches» que comprendía dos áreas comparativamente pequeñas y desconectadas. El propósito de declarar una reserva bajo la autoridad de la ley de Antigüedades de 1906 (Act Antiquities) era proteger los arcos, puntas, rocas movedizas y otras formaciones debido a su valor científico y educativo. El nombre «Arches» (arcos en inglés) fue sugerido por Frank Pinkely, superintendente de los monumentos nacionales del sudoeste de los EE. UU., dependiente del Servicio de Parques Nacionales, después de una visita al lugar en 1925. 
A finales de 1938 el presidente Franklin Roosevelt firmó una nueva proclama por la que ampliaba el área del monumento nacional Arches para proteger otras zonas con características paisajísticas destacadas y permitir el desarrollo de infraestructura para promover el turismo. En 1960 el presidente Dwight Eisenhower hizo un pequeño ajuste para acomodar la alineación de una nueva carretera que pasa por el lugar.
A comienzos de 1969, el presidente Lyndon Johnson firmó una nueva proclama ampliando otra vez la zona. Dos años después, el presidente Richard Nixon firmó una ley promulgada por el Congreso de los Estados Unidos en la que reducía significativamente el área del monumento nacional Arches cambiando su estatus al de parque nacional.

## Formación de los arcos
El parque se encuentra sobre un yacimiento de sal subterráneo, el cual es básicamente el responsable de los arcos y demás formaciones.
Este yacimiento de sal fue depositado en la meseta de Colorado hace unos 300 millones de años cuando el mar inundó la región y luego se evaporó. Durante millones de años, el yacimiento fue cubierto por residuos de inundaciones y erosionado por el viento y el océano que lo cubría durante ciertos intervalos. Muchos sedimentos originados por la erosión fueron comprimiéndose en las rocas. 
La sal bajo presión es inestable, y el yacimiento salino de Arches no era compatible con el peso de la gruesa capa de roca que se había formado por encima. Bajo tal presión, se desplazó, cedió, licuó y reposicionó impulsando a la capa de la Tierra a ascender en forma de bóvedas. Luego, secciones enteras cayeron formando cavidades, aristas y otras formas, y las fallas geológicas se movieron. La falla Moab es un desplazamiento de 2500 pies y puede verse desde el centro de visitantes del parque. 
Como este movimiento subterráneo de sal modeló la tierra, la erosión de la superficie quitó el remanente de las rocas más nuevas. A través del tiempo, el agua se ha filtrado por las fisuras, juntas y pliegues de esas capas superficiales. El hielo que se forma en esas fisuras, hace presión sobre la roca, quebrándola. Luego el viento limpió las partículas sueltas. De esta manera, las formas que quedan en pie fueron erosionadas por el agua y el viento. Muchas formaciones terminan cayendo, otras, que poseen mayor dureza y equilibrio, se mantienen a pesar de estar rotas o la falta de partes. Estos son los arcos. A excepción de ciertos vestigios aislados, la mayor parte de las formaciones visibles hoy en día en el parque son de arenisca color salmón, y gres amarillento.

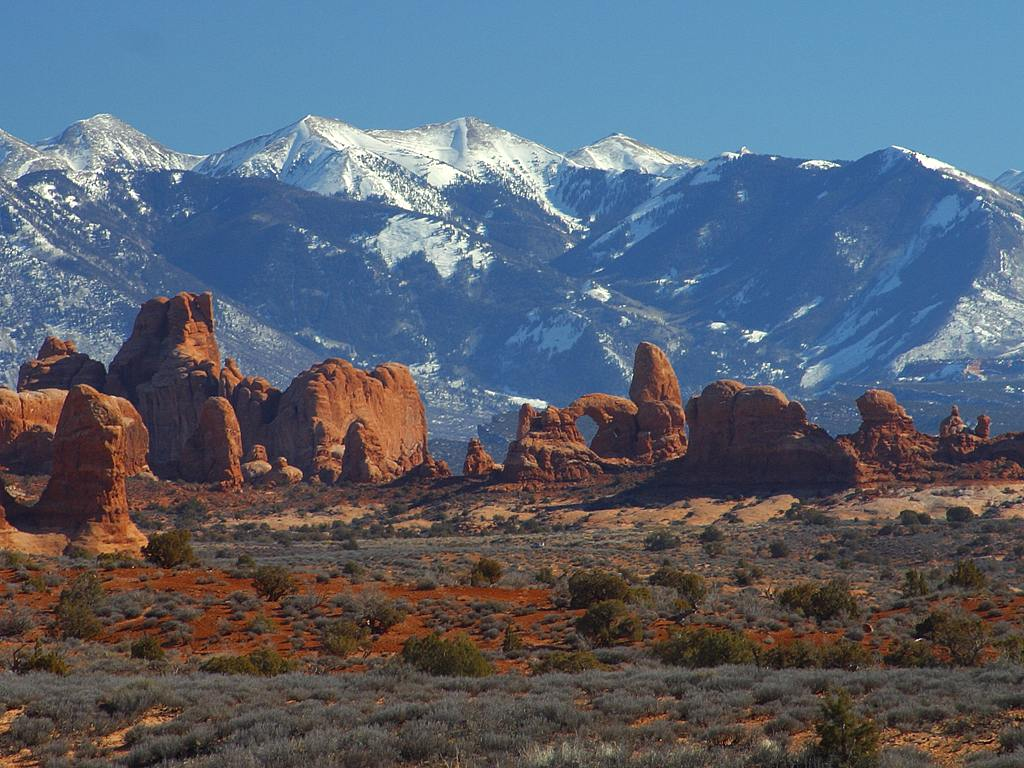
Una vista del parque.
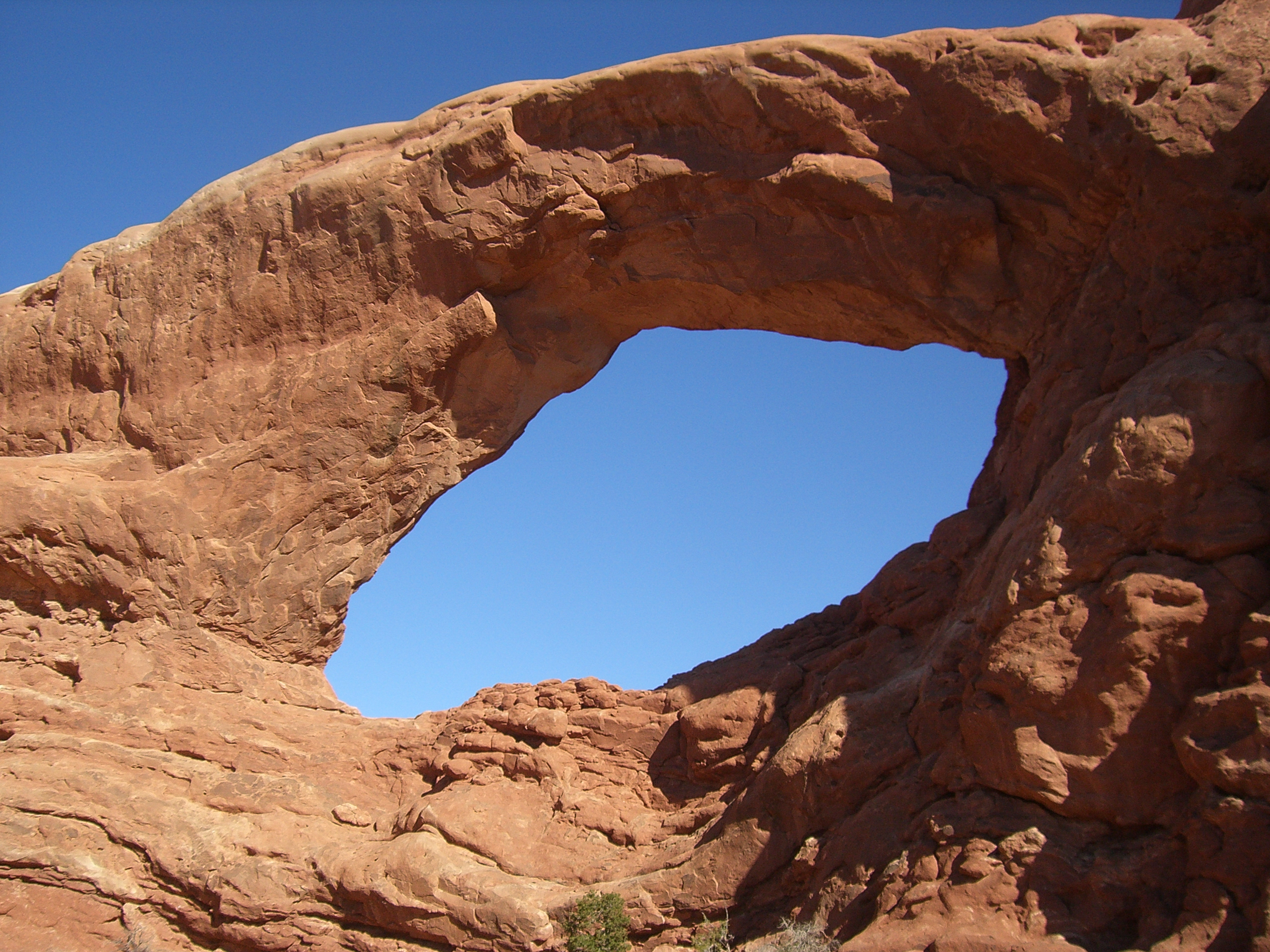
Arco de las Ventanas Sur
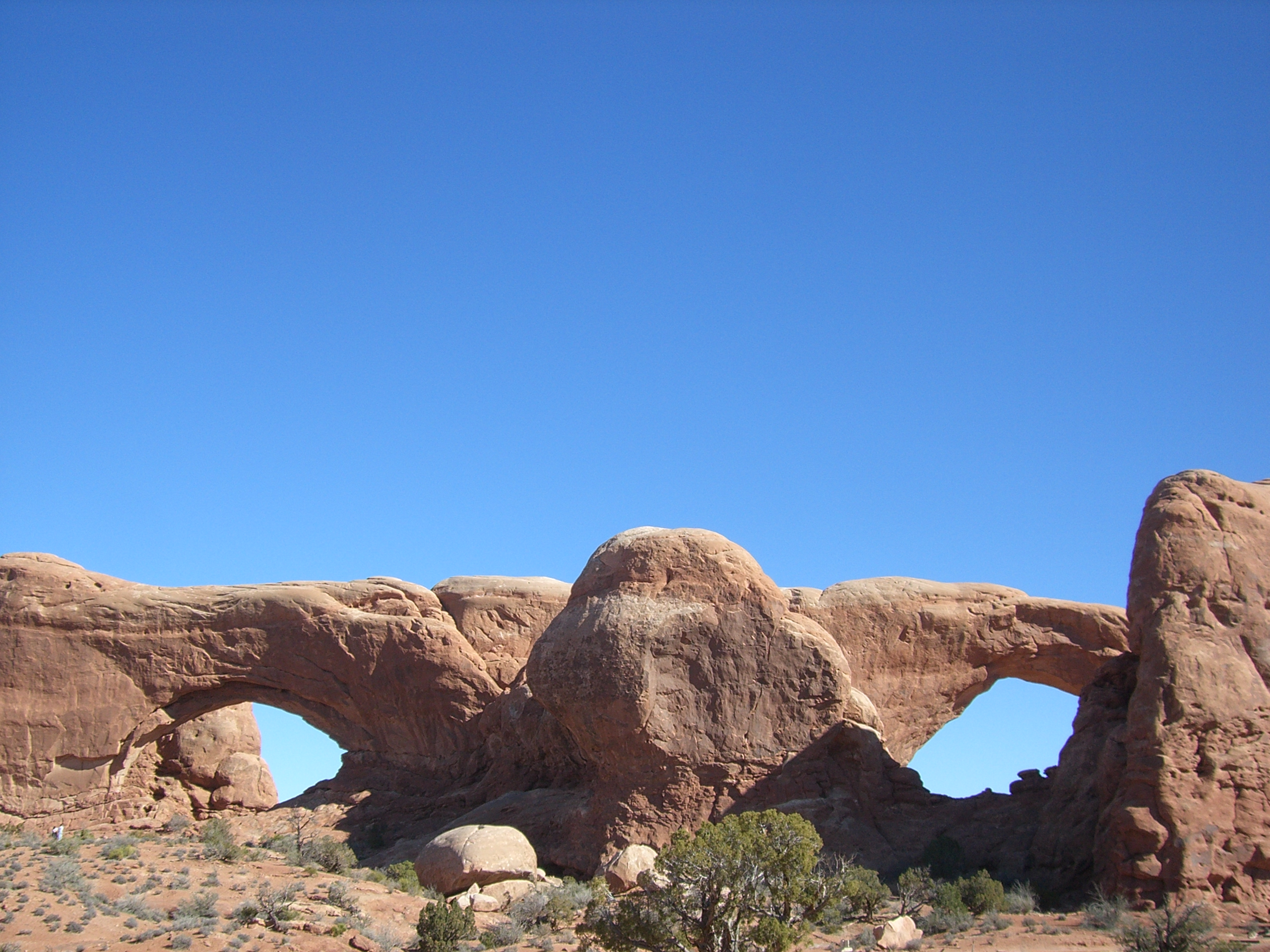
Ventanas Sur y Norte
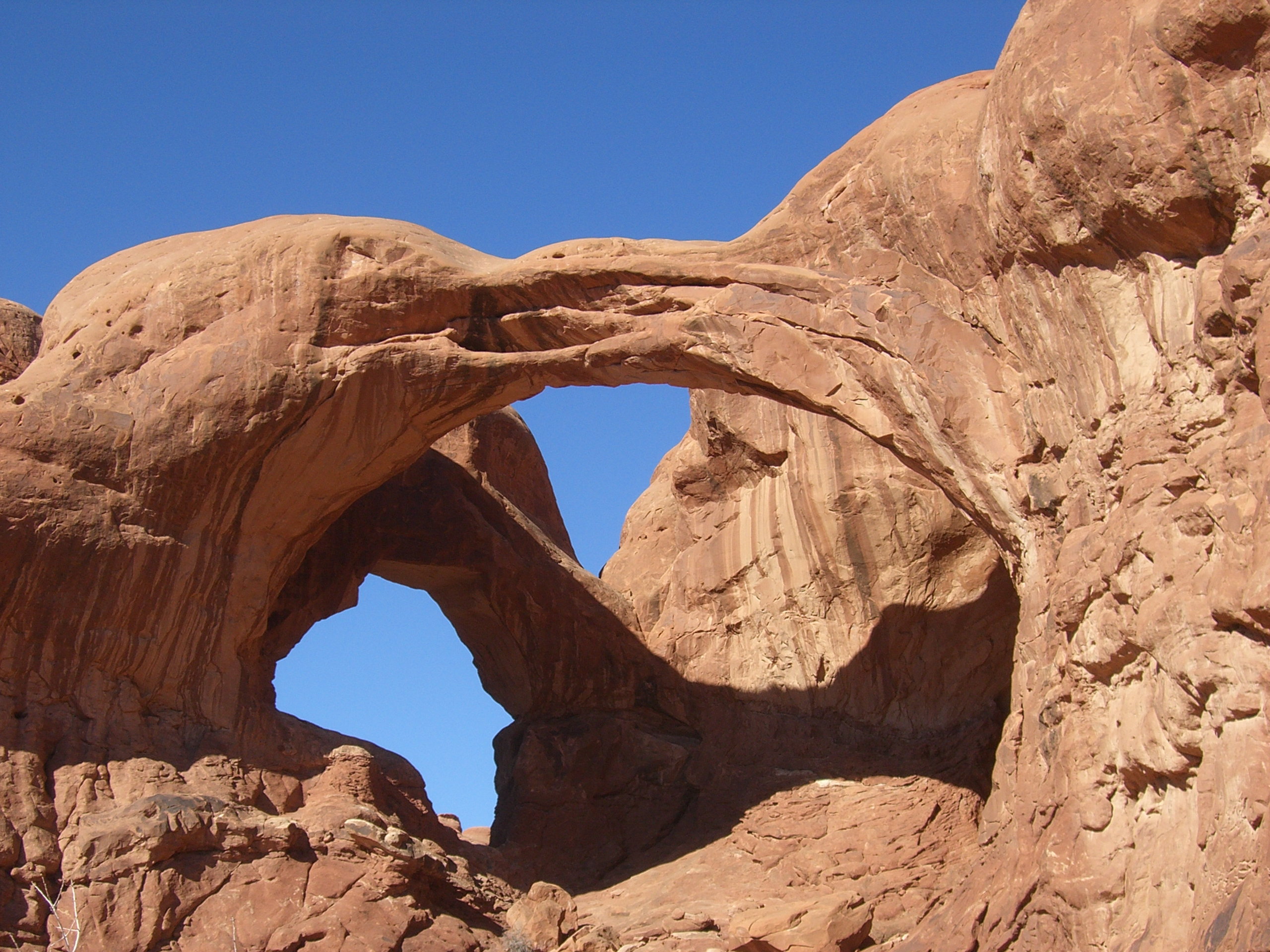
Arco triple
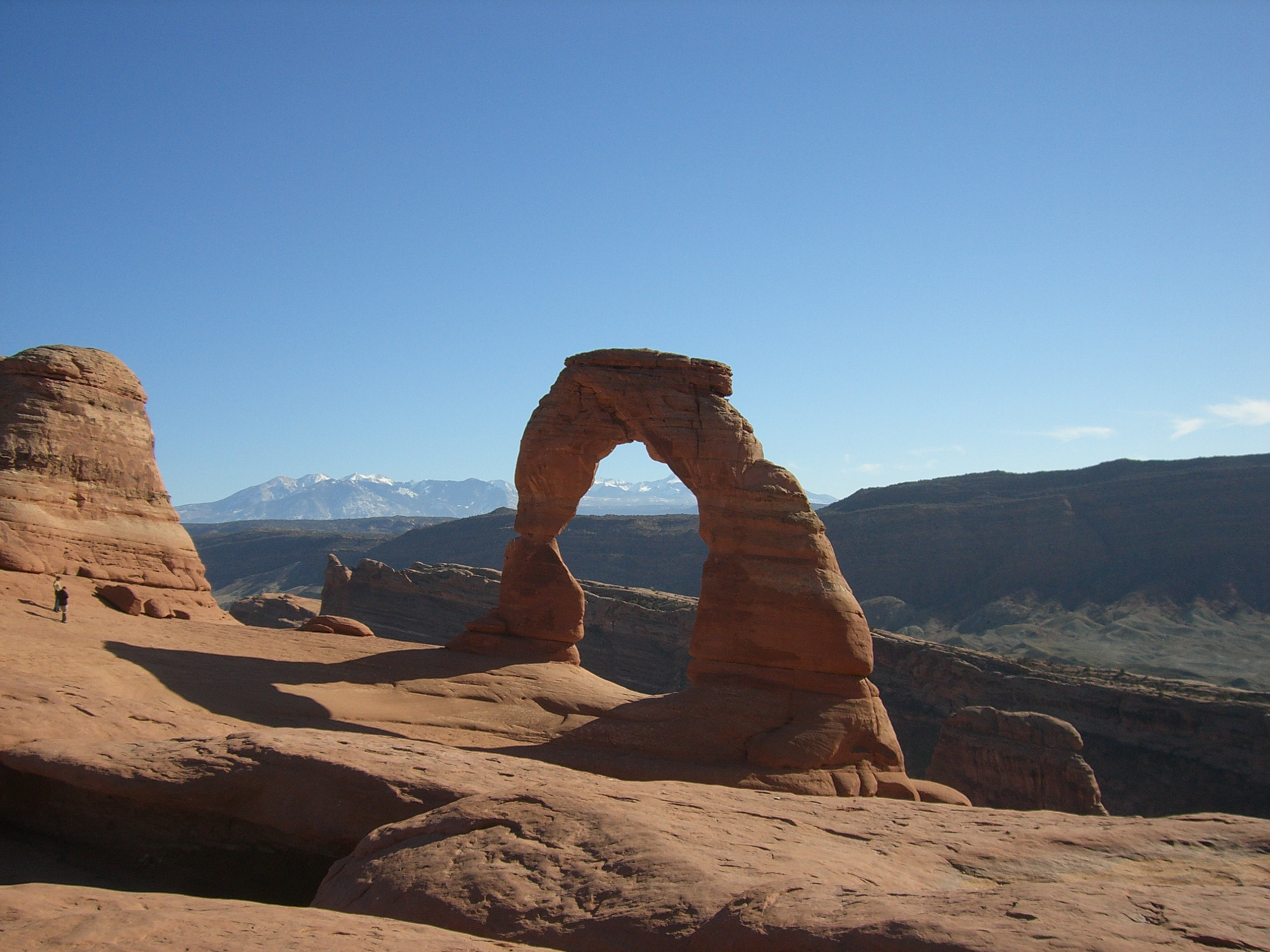
Arco Delicado
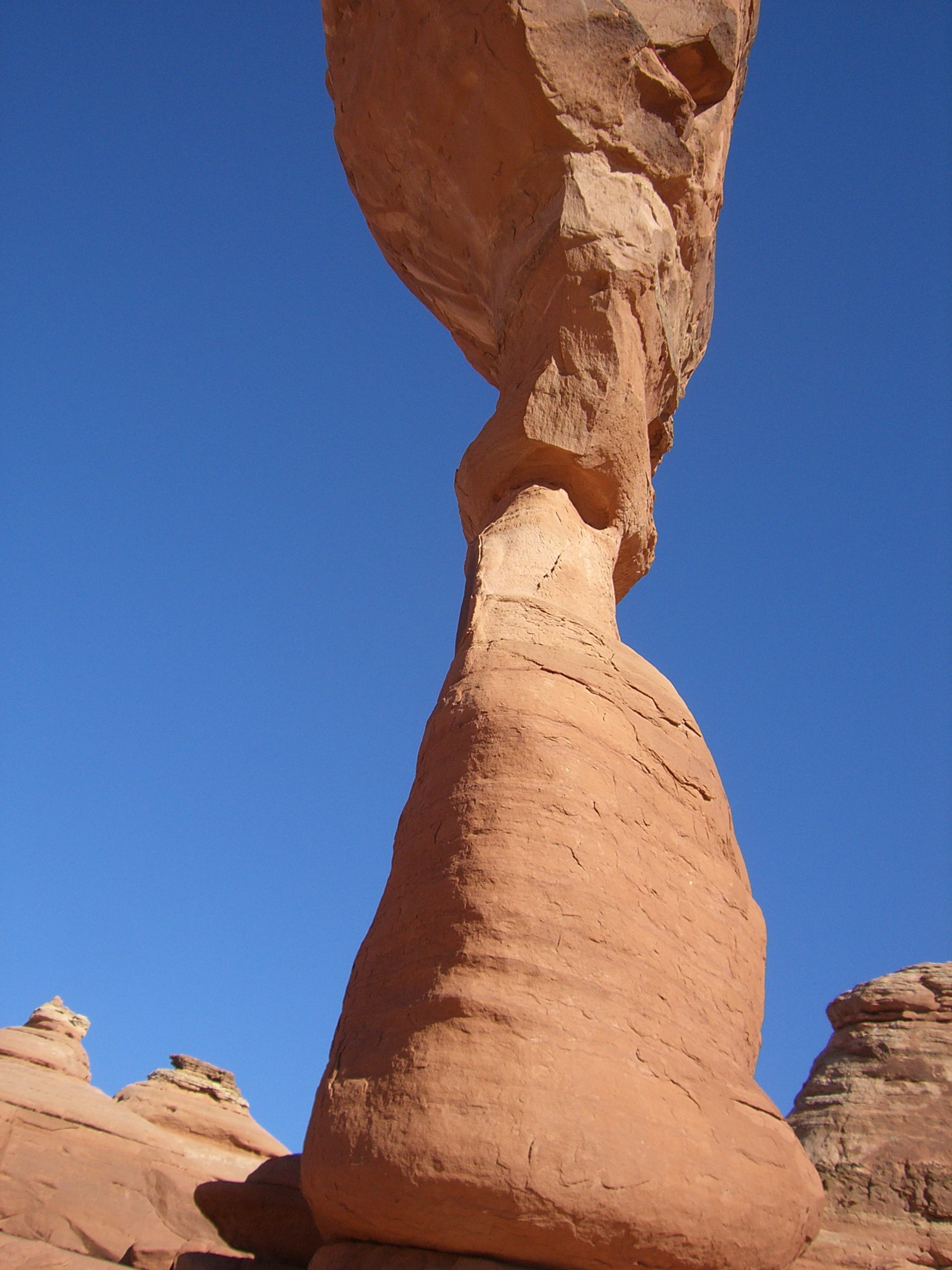
Detalle del Arco Delicado
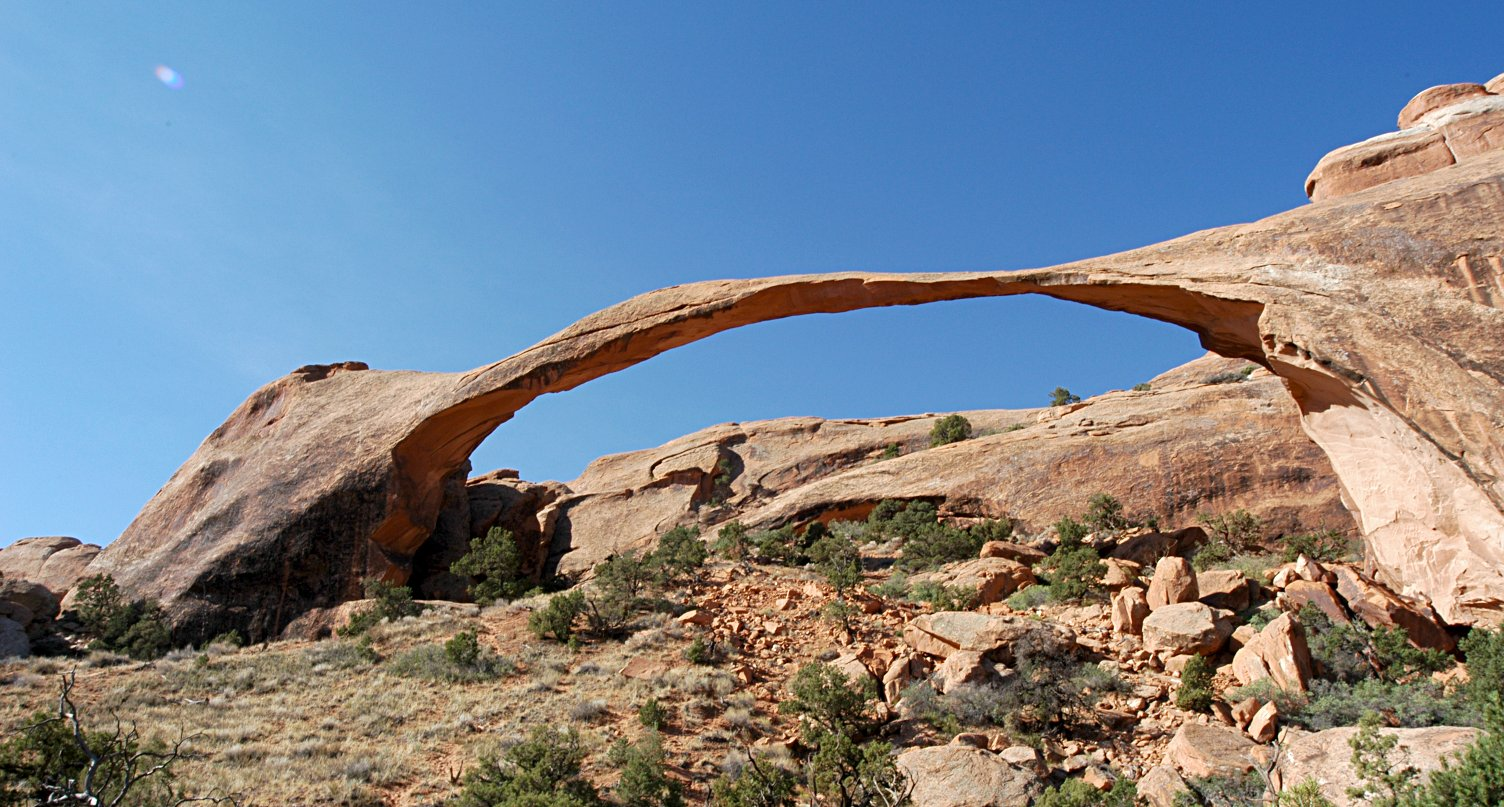
Landscape Arch

## Otros datos
El escritor estadounidense Edward Abbey fue guardaparque del lugar cuando el lugar era monumento nacional, y allí escribió lo que más tarde se transformaría en el libro El solitario del desierto. El éxito de este libro, sumado al aumento del turismo de aventura, ha atraído a muchos excursionistas, ciclistas de montaña y otros entusiastas de deportes al aire libre hacia el área, pero las actividades dentro del parque se encuentran limitadas: se puede acampar y caminar por los senderos designados y conducir solo por los lugares permitidos.
Las primeras escenas de la película Indiana Jones y la última cruzada fueron filmadas en el parque.